# Sovjetrepubliek Gorno-Altaj
De republiek Gorno-Altaj (Russisch: Республика Горный Алтай, Respoeblika Gornyj Altaj) of Socialistische Sovjetrepubliek Gorno-Altaj (Russisch: Горно-Алтайская ССР, Gorno-Altajskaja SSR) was een autonome republiek binnen de Sovjet-Unie en het huidige Rusland met de hoofdstad Gorno-Altajsk.
De autonome (sovjet)republiek was de opvolger van de in 1948 opgerichte Gorno-Altajse Autonome Oblast. 
Tijdens de glasnost, op 25 oktober 1990 aan de vooravond van het uiteenvallen van de Sovjet-Unie werd ze hernoemd tot de Gorno-Altajse ASSR (Горно-Алтайская АССР). Op 3 juli 1991 werd de ASSR opgewaardeerd tot de Gorno-Altajse Socialistische Sovjetrepubliek (Горно-Алтайская ССР) die nooit officieel erkend werd. Als onderdeel van het nieuwe Rusland in mei 1992 werd de sovjetrepubliek Gorno-Altaj (Республика Горный Алтай) op 12 december 1993 hernoemd tot de huidige autonome republiek Altaj (Республика Алтай).
Het voorvoegsel Gorno is Russisch voor "berg" en slaat op het gebergte Altaj.